# Абрамович, Владимир (горный инженер)
Владимир Абрамович (хорв. Vladimir Abramović; 14 марта 1922, Врбовско — 19 марта 2013, Загреб) — хорватский горный инженер. Был признан одним из ведущих специалистов Югославии в горнодобывающей отрасли.
Чемпион Югославии по лёгкой атлетике (1939, 1947).

## Биография
Владимир Абрамович родился в семье лесного инженера. Переехав в детстве в Загреб, он закончил там начальную и среднюю школу. В 1948 году окончил горный факультет технического университета Загреба. Следующие четыре года он участвовал в восстановлении угольных шахт в Раше, пострадавших во время Второй мировой войны. Вернувшись в Загреб, он стал ассистентом на факультете, где когда-то учился, а также постоянным членом и создателем горного отдела Технического музея. В качестве ассистента горного факультета Абрамович работал в Плоче, где проводил испытания самодельных аппаратов с миллисекундными взрывателями, что позволило Югославии добиться значительной экономии в горнодобывающей отрасли. В 1979 году получил степень доктора наук за диссертацию по теме «Анализ влияния интервалов воспламенения шахт на технологические достижения и безопасность работы в метановых угольных шахтах».

## Публикации
Статьи Владимира Абрамовича публиковались в журналах Vjesnik rada (1958), Zbornik radova rudarsko-geološko-naftnog fakulteta sveučilišta u Zagrebu (1964, 1970, 1973, 1979) и Sigurnost u rudnicima (1972, №3; 1974, №9).
Помимо написания статей он также внёс вклад в наполнение Горного словаря (хорв. Rudarski rečnik) и стал соавтором двух книг:
- Abramović V., Zambellij A.. Objavio je djela Eksplozije i požari u rudnicima (хорв.). — 1953.
- Abramović V., Perić B.. Projektiranje u rudarstvu (хорв.). — Rudarsko-geološko-naftni fakultet Sveučilišta, 1996.